# Julien Klein
Julien Klein (ur. 7 kwietnia 1988) – francuski piłkarz grający na pozycji obrońcy w luksemburskim klubie Fola Esch.